# Thomas Annan
Pour les articles homonymes, voir Annan.
Thomas Annan, né à Glasgow en  1829 et mort dans la même ville le  14 décembre 1887, est un photographe britannique.

## Biographie
D'abord apprenti graveur sur cuivre, Thomas Annan s'installe à Glasgow en 1855 comme photographe commercial. Il se spécialise en photographies d'objets d'art, de portrait et d'architecture. Il voyage dans toute l'Écosse qu'il photographie. Très pointu techniquement, il fabrique un appareil avec un objectif Dallmeyer et rachète avec son frère un procédé photographique breveté par Joseph Swan.
Annan est connu principalement pour ses photographies sociales de Glasgow : il réalise en 1868 une campagne photographique consacrée aux quartiers populaires et ouvriers, sur commande du Glasgow Improvement Trust, organisation liée à la municipalité de Glasgow qui souhaite rénover ces quartiers,.
Thomas Annan est le père du photographe James Craig Annan et le grand oncle du réalisateur Alexander Mackendrick.

## Publications
- The old closes and streets of Glasgow, 1868-1878[3]

rééditions : 
3e édition : The old closes & streets of Glasgow. Engraved by Annan from photographs taken for the City of Glasgow Improvement Trust (préface de William Young), Glasgow, J. MacLehose and sons, 1900.
(en) Anita Ventura Mozley (éditeur scientifique), Photographs of the old closes and streets of Glasgow, 1868-1877 ; with a supplement of 15 related views, New York, Dover Publications, 1977.
- The Old Country Houses of the Glasgow Gentry (1870)
- Memorial of the old College Glasgow (1871)

## Collections
- Royal Photographic Society
- Victoria and Albert Museum
- Musée d'Orsay

## Expositions
- 23 mai - 13 août 2017 : Thomas Annan, photographer of Glasgow, J. Paul Getty Museum, Los Angeles[4].
- 8 juin - 14 septembre 2022 : Glasgow 1870, Thomas Annan. Photographie et salubrité publique, Musée d'Orsay, Paris[5].

## Galerie

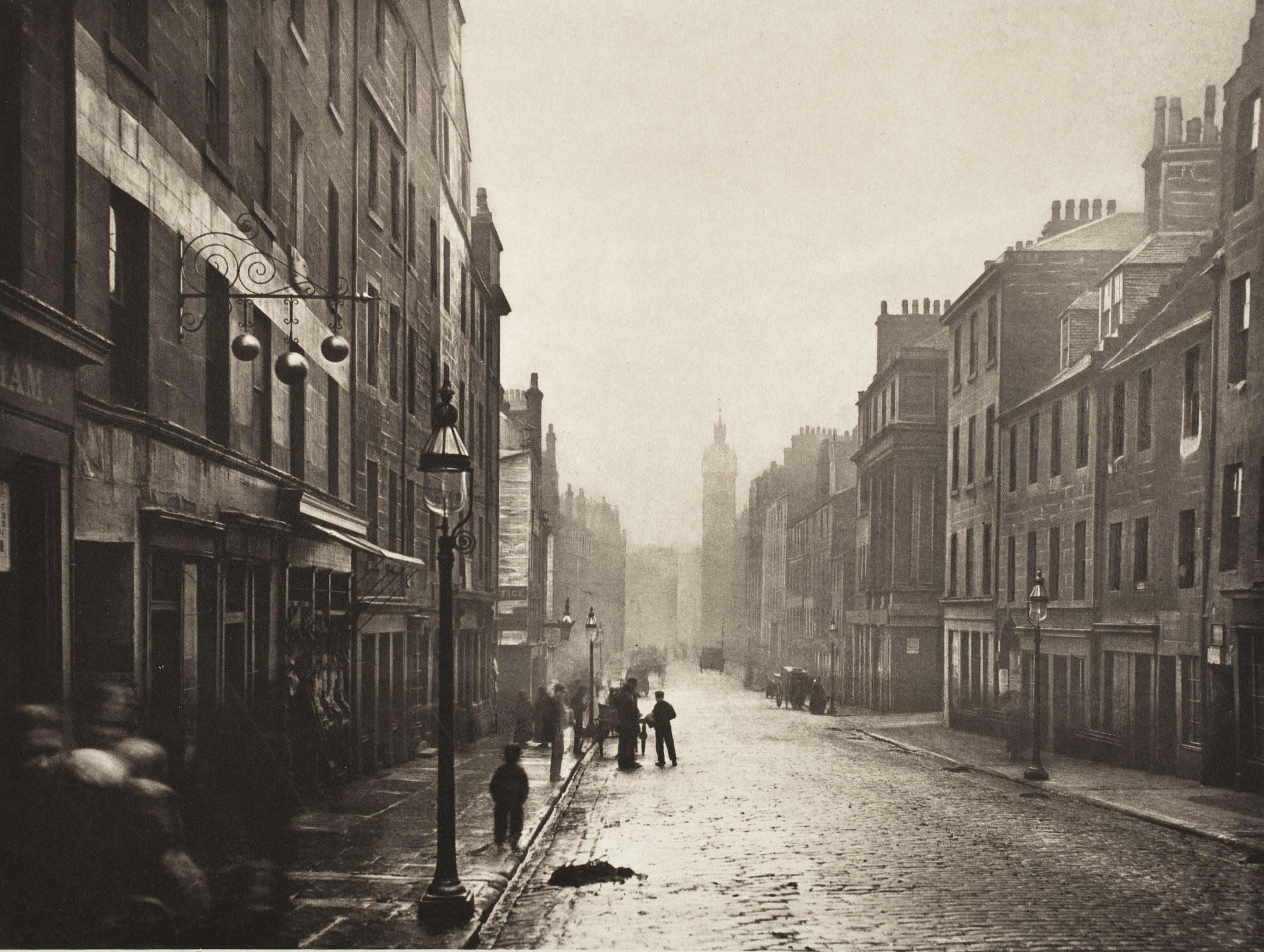
Glasgow, High Street, 1868.
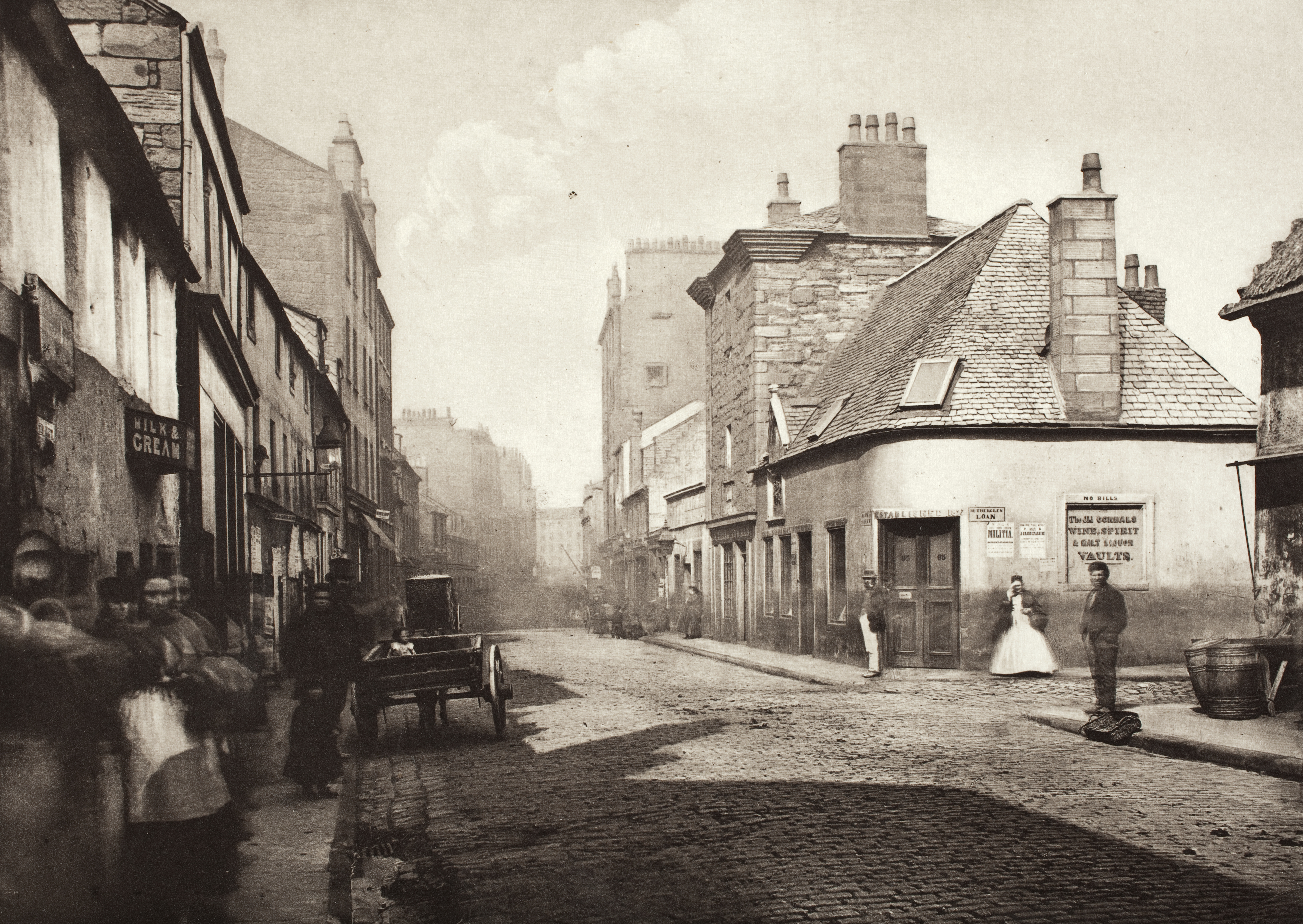
Main Street dans la quartier de Gorbals à Glasgow, 1868.
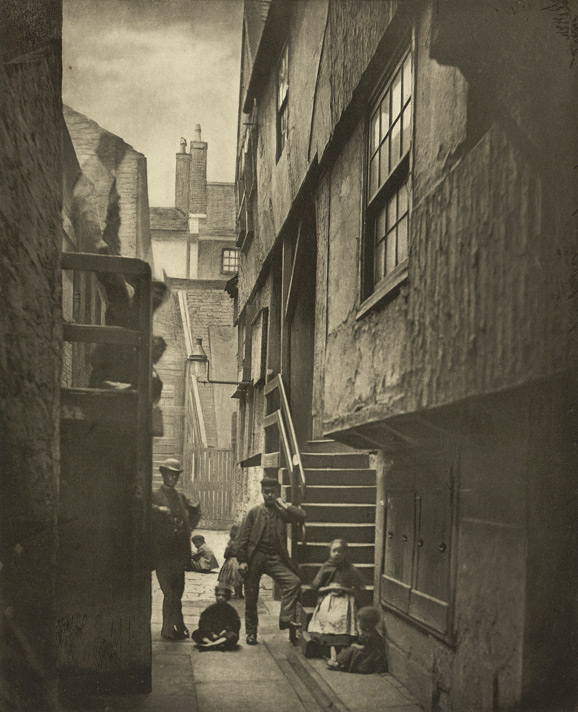
Une rue à Glasgow, 1871.
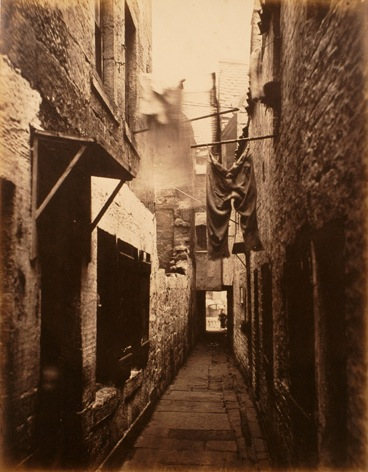
Une rue à Glasgow, 1871.
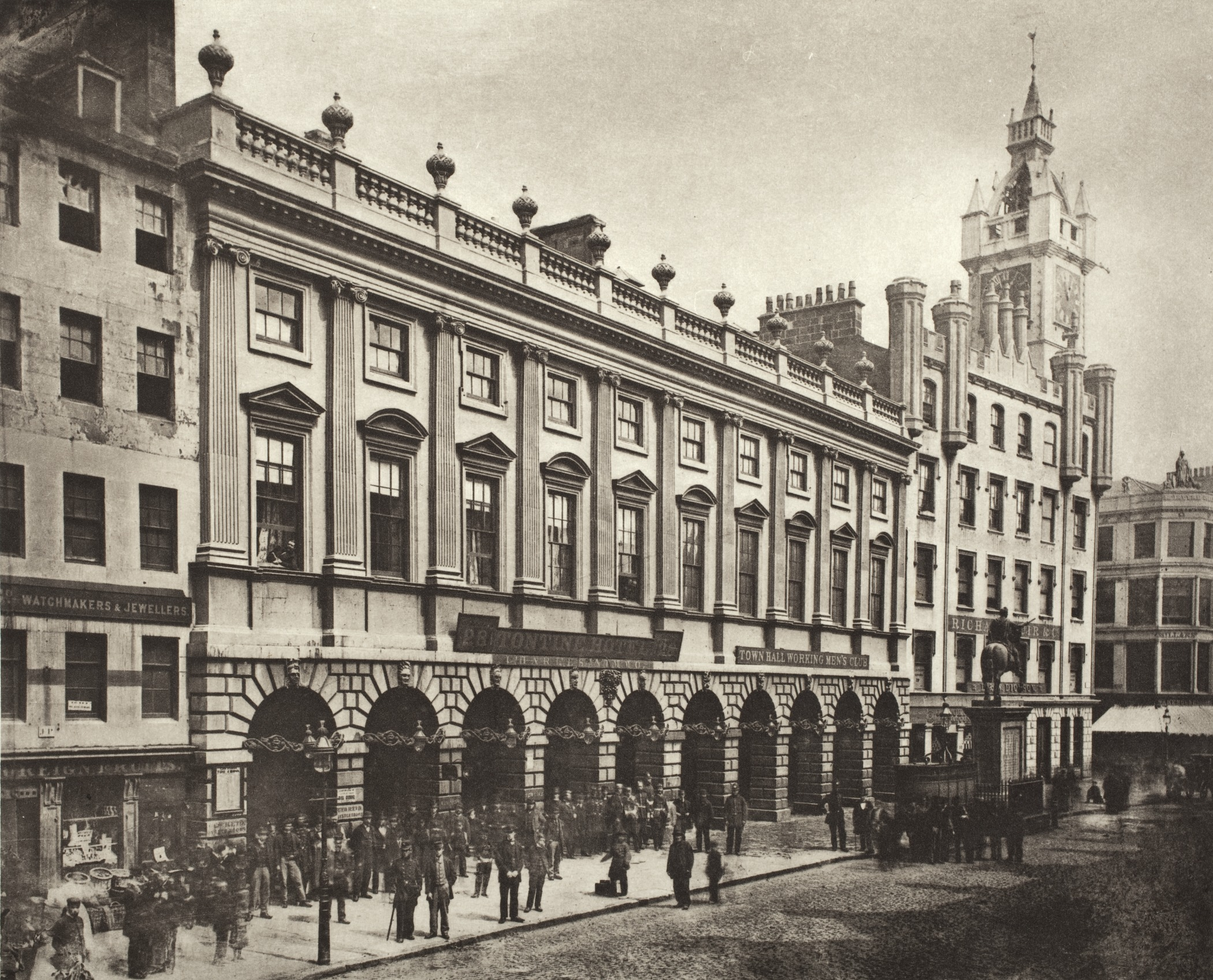
Façade du Tontine Hotel dans Gallowgate à Glasgow, publiée dans The old closes and streets of Glasgow, 1868-1878.
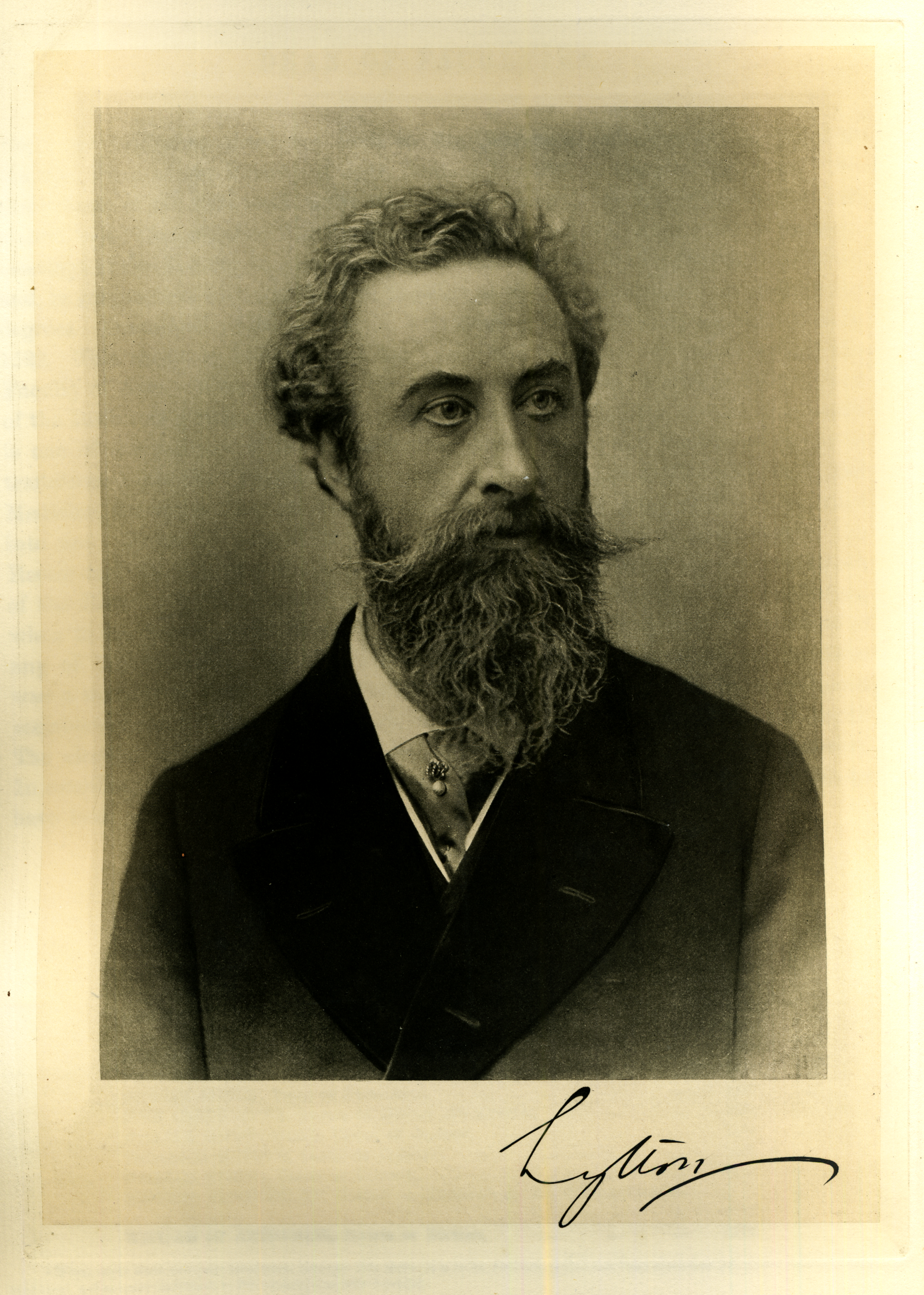
Photographie de Robert Lytton.
Photographie de David Livingstone, vers 1864.
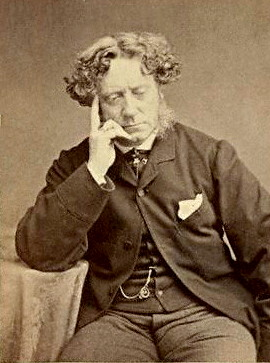
Le peintre Joseph Noel Paton, 1866.
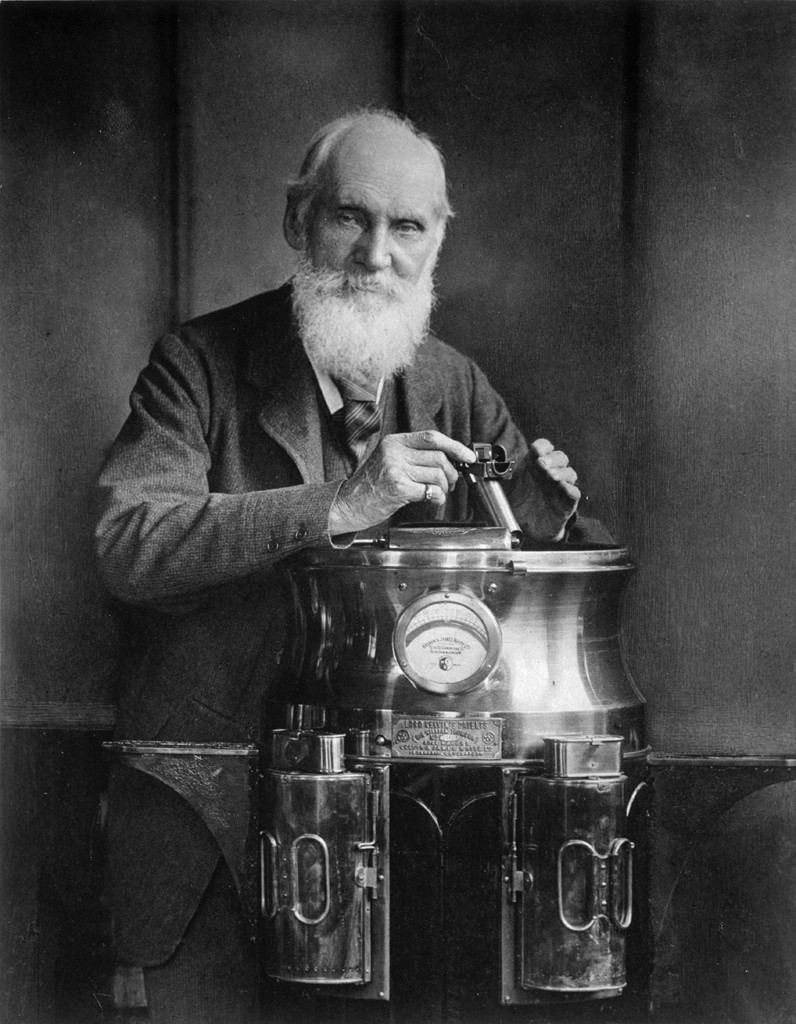
Le physicien William Thomson, lord Kelvin, vers 1900.